# Hästtjärnen (Ströms socken, Jämtland)
Hästtjärnen är en sjö i Strömsunds kommun i Jämtland och ingår i Ångermanälvens huvudavrinningsområde. Sjön har en area på 0,056 kvadratkilometer och ligger 557,9 meter över havet. Hästtjärnen ligger i Gråberget-Hotagsfjällen Natura 2000-område.

## Delavrinningsområde
Hästtjärnen ingår i det delavrinningsområde (711735-145801) som SMHI kallar för Utloppet av Hästtjärnen. Medelhöjden är 593 meter över havet och ytan är 0,59 kvadratkilometer. Det finns inga avrinningsområden uppströms utan avrinningsområdet är högsta punkten. Vattendraget som avvattnar avrinningsområdet har biflödesordning 5, vilket innebär att vattnet flödar genom totalt 5 vattendrag innan det når havet efter 243 kilometer. Avrinningsområdet består mestadels av skog (90 procent). Avrinningsområdet har 0,06 kvadratkilometer vattenytor vilket ger det en sjöprocent på 9,4 procent.